# Grom
Grom — музичний альбом гурту Behemoth. Виданий 1996 року лейблом Solistitium Records, Metal Mind Productions. Загальна тривалість композицій становить 44:53. Альбом відносять до напрямку паган-метал. 

## Список пісень
1. "Intro" – 1:35
2. "The Dark Forest (Cast Me Your Spell)" – 7:06
3. "Spellcraft and Heathendom" – 4:51
4. "Dragon's Lair (Cosmic Flames and Four Barbaric Seasons)" – 5:56
5. "Lasy Pomorza" – 6:26
6. "Rising Proudly Towards the Sky" – 6:53
7. "Thou Shalt Forever Win" – 6:38
8. "Grom" – 5:28